# Mount Adams
Mount Adams je stratovulkán v Kaskádovém pohoří a druhá nejvyšší hora státu Washington.
Mount Adams, pojmenovaný po prezidentu Johnu Adamsovi, je jedním z vulkánů Cascade Volcanic Arc a je jednou z největších sopek tohoto oblouku, nachází se v odlehlé divočině přibližně 55 km východně od hory Mount St. Helens. Chráněné území Mount Adams Wilderness (Divočina Mount Adams) se rozprostírá na horní a západní části kuželu sopky. Východní strana hory je součástí území národa Yakamů.
Asymetrické a široké těleso stratovulkánu se tyčí 2,4 km nad hřebenem Kaskád. Jeho téměř plochý vrchol vznikl v důsledku vrstvení kuželotvorných erupcí z rozdílných míst. Západním úbočím hory prochází stezka Pacific Crest Trail.